# 博恩瑟
博恩瑟（丹麥語：Bogense），丹麥菲英島上的一座城鎮，北菲英市鎮的行政中心。